# Lissos

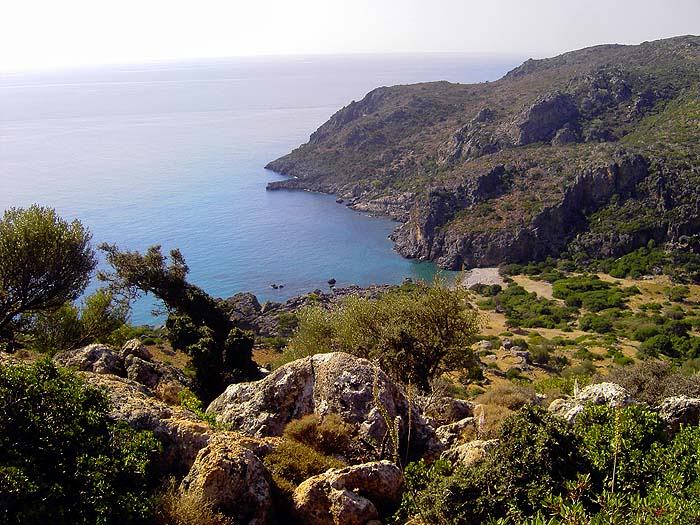
Lissos

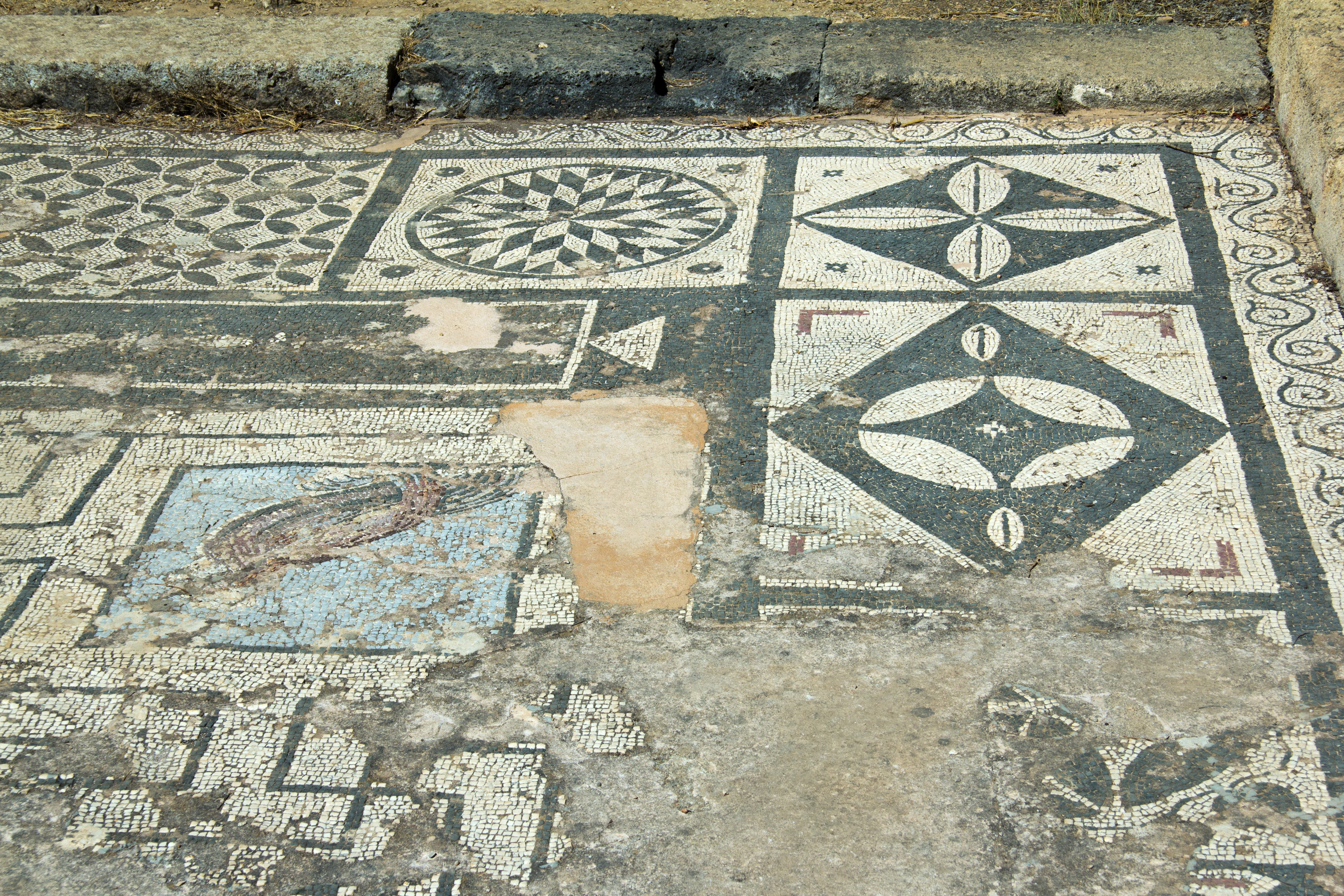
Mozaika z Asklépiova chrámu

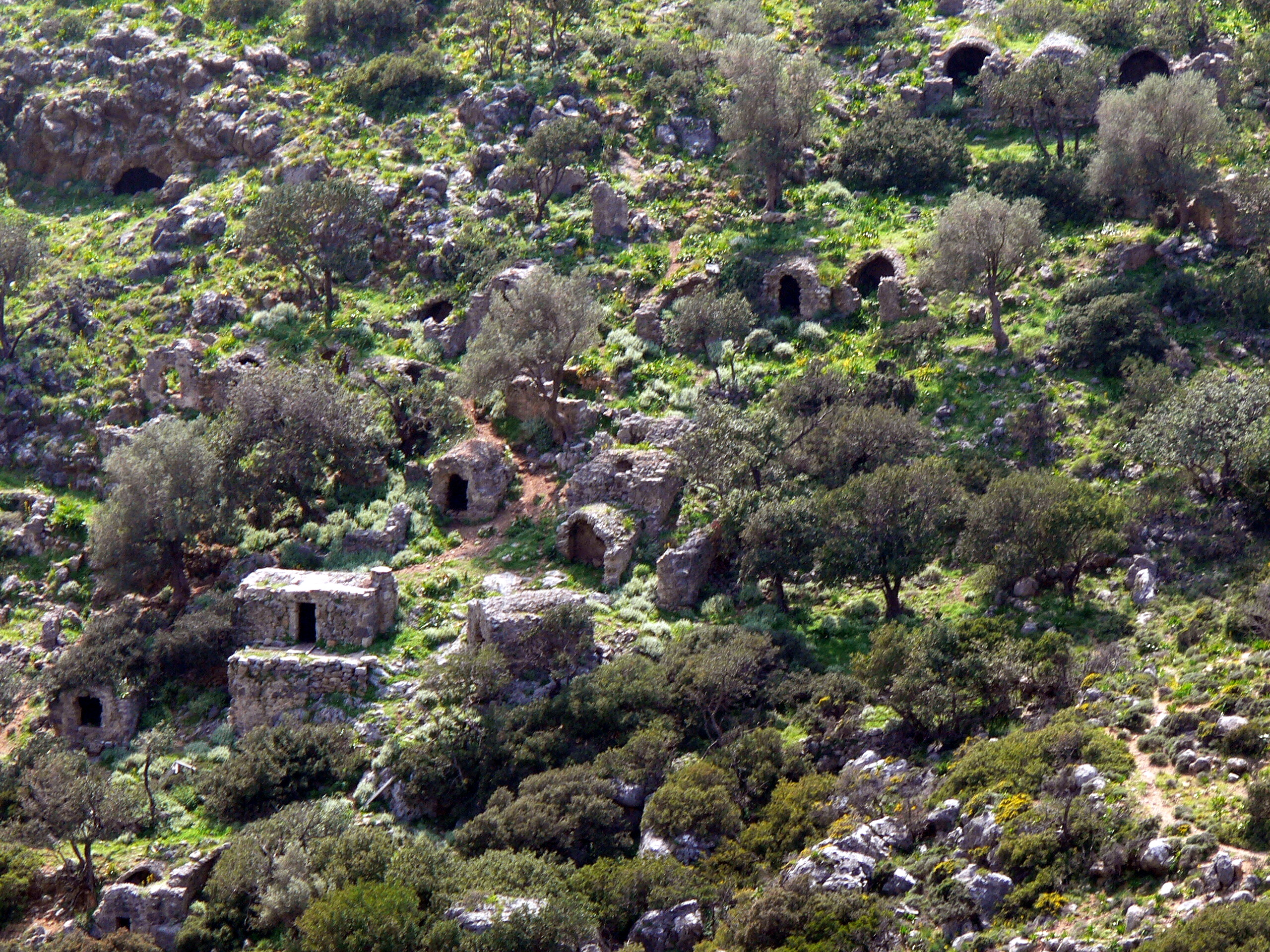
Nekropole (pohřebiště)

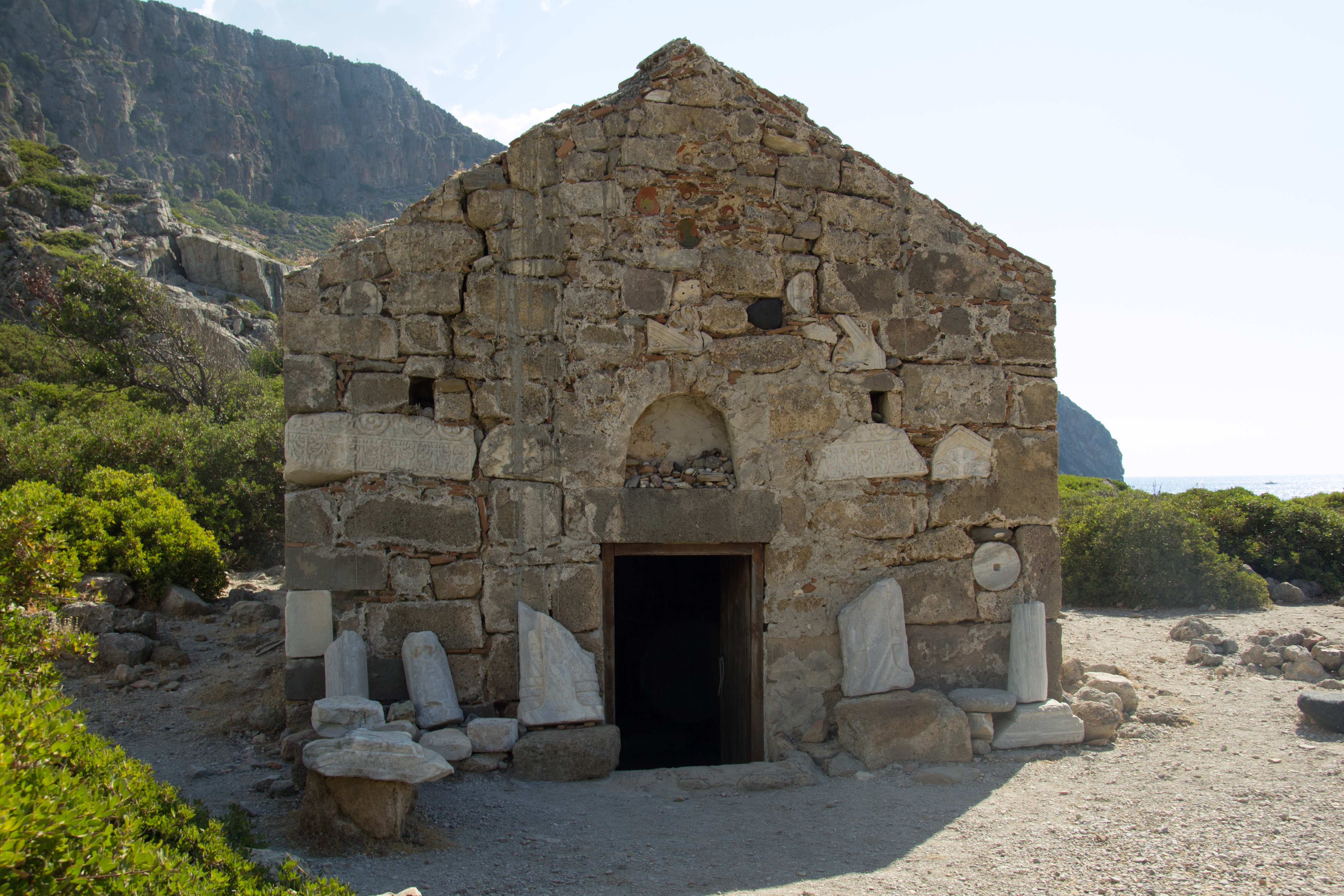
Kostel Panny Marie

Lissos (řecky: "Λισσός") jsou zříceniny antického města na jižním pobřeží Kréty. Jsou vzdálené 2,5 km západně od vesnice Sougia. Lokalita je přístupná buď pěšky ze Sougie po evropské turistické trase E 4, nebo z moře.

## Historie
Lissos byl přístav zaniklého města Elyros a i když se poprvé připomíná až ve 4. stol. př. n. l., byl jistě osídlen daleko dříve. Ve 3. století př. n. l. byl patrně hlavou sdružení blízkých měst, která bojovala proti Knossu. Město mělo vlastní měnu, silné obchodní i válečné loďstvo, rozkvetlo v římské době a snad až do 9. století bylo sídlem biskupa. Poté bylo opuštěno. 

## Popis
Na místě se zachovaly zbytky Asklepiova chrámu s mozaikami, pohřebiště z římské doby se zajímavými kamennými náhrobky, zbytky divadla, akvaduktu a lázní. Nalezly se základy starokřesťanských basilik a velké množství kamenných plastik. V areálu Lissosu stojí dvě malé kaple z byzantského období: Panny Marie a Agios Kyrikos. 